# Carlos Peucelle
Carlos Desiderio Peucelle (Buenos Aires, 13 de setembro de 1908 — Buenos Aires, 1 de abril de 1990) foi um antigo futebolista argentino .
Um dos maiores atacantes da história do futebol argentino, atuava como ponteiro direito. Começou no San Telmo, em 1925, depois jogou pelo Sportivo Buenos Aires. Atuou com muito destaque na primeira Copa do Mundo, que foi disputada em 1930 no Uruguai, marcando 3 gols, inclusive um na final contra os anfitriões. Foi o líder de assistências da Argentina na Copa do Mundo FIFA de 1930, com cinco passes para gol. No total foram 29 jogos e 13 gols com a camisa albiceleste dos platinos entre 1928 e 1940, com a seleção argentina foi campeão da Copa América, quando essa competição era chamada de Campeonato Sul-Americano em 1929 e 1937. Se despediu da seleção na Copa Roca de 1940 quando a Argentina aplicou a maior goleada contra o Brasil no histórico do confronto.
Depois do mundial, o poderoso River Plate comprou o seu passe por 10.000 pesos, uma quantia enorme para a época; foi a partir daí que o clube passaria a ser conhecido como millonarios. Foram 307 jogos entre 1931 e 1941, com 113 gols assinalados pela camisa Millionaria, conquistando os campeonatos argentinos de 1932, 1936 (Copa Campeonato e Copa de Oro), 1937 e 1941. Juntamente com nomes como Adolfo Pedernera e Bernabé Ferreyra fez história uma celebrada equipe do River, sendo considerado um dos pais da La Máquina que encantaria o país nas décadas de 1930 e 1940.